# ژوفروآ سوپ
ژوفروآ سوپ (فرانسوی: Geoffrey Soupe‎؛ زادهٔ ۲۲ مارس ۱۹۸۸) دوچرخه‌سوار اهل فرانسه است.
از باشگاه‌هایی که در آن رکاب زده‌است می‌توان به تیم دوچرخه‌سواری اف‌دی‌جی و تیم دوچرخه‌سواری کوفیدیس اشاره کرد.